# Kerepes
Kerepes è un comune dell'Ungheria di 10.080 abitanti (dati 2008) situato nella contea di Pest, nell'Ungheria settentrionale.